# Линьдянь
Линьдя́нь (кит. упр. 林甸, пиньинь Líndiàn) — уезд городского округа Дацин провинции Хэйлунцзян (КНР). Название появилось в результате искажения произнесения названия «Линьцзядянь» (林家店).

## История
Уезд Линьдянь был образован в 1914 году.

## Административное деление
Уезд Линьдянь делится на 3 посёлка и 5 волостей.
| № | Название | Название (кит.) | Статус  | Население чел. (2010) | На карте                         |
| - | -------- | --------------- | ------- | --------------------- | -------------------------------- |
| 1 | Линьдянь | 林甸镇          | поселок | 69582                 | 47°11′01″ с. ш. 124°51′59″ в. д. |
| 2 | Хуаюань  | 花园镇          | поселок | 32648                 | 46°58′36″ с. ш. 124°54′36″ в. д. |
| 3 | Саньхэ   | 三合乡          | волость | 26523                 | 47°13′52″ с. ш. 124°42′51″ в. д. |
| 4 | Лимин    | 黎明乡          | волость | 26242                 | 47°08′03″ с. ш. 125°00′27″ в. д. |
| 5 | Дунсин   | 东兴乡          | волость | 25057                 | 47°16′04″ с. ш. 125°01′45″ в. д. |
| 6 | Сыхэ     | 四合乡          | волость | 22254                 | 47°18′30″ с. ш. 124°52′26″ в. д. |
| 7 | Хунци    | 红旗镇          | поселок | 20469                 | 47°01′56″ с. ш. 124°40′37″ в. д. |
| 8 | Хунвэй   | 宏伟乡          | волость | 17121                 |                                  |

## Соседние административные единицы
Уезд Линьдянь граничит со следующими административными единицами:
- Районы Сарту и Жанхулу (на юге)
- Дурбэд-Монгольский автономный уезд (на юго-западе)
- Городской округ Цицикар (на северо-западе)
- Городской округ Суйхуа (на северо-востоке)